# Guatteria dumetorum
Guatteria dumetorum är en kirimojaväxtart som beskrevs av Robert Elias Fries. Guatteria dumetorum ingår i släktet Guatteria och familjen kirimojaväxter. Inga underarter finns listade i Catalogue of Life.